# Heinrich Lent
Johann Heinrich Lent (* 4. Februar 1889 in Siegen; † 14. September 1965 in Recklinghausen) war ein deutscher Ingenieur. Er war Gründungsvorsitzender der Kommission Reinhaltung der Luft.

## Leben
Heinrich Lent war der Sohn des Prokuristen Robert Lent und seiner Frau Helene. Nach seiner Schulzeit in Düren studierte er zunächst Medizin in Berlin, brach dieses Studium aber bereits im ersten Semester ab. Im Anschluss studierte er bis zum Diplom im Jahr 1913 Hüttenkunde an der Technischen Hochschule Aachen. Ab 1908 war er Mitglied der Aachener Burschenschaft Teutonia. 1913 und 1914 war er Assistent in der Gießerei der Sächsischen Maschinenfabrik in Chemnitz. Danach war er kurzzeitig in Duisburg bei der Phoenix AG für Bergbau und Hüttenbetrieb beschäftigt. Von 1915 bis 1929 war Lent zunächst Hochofeningenieur, später Oberingenieur bei den Vereinigten Stahlwerke beziehungsweise ihren Vorgängereinrichtungen. Parallel dazu wurde er an der Technischen Hochschule Aachen 1922 zum Doktor-Ingenieur promoviert. Von 1929 bis 1933 war er Maschinendirektor der Bergbaugruppe Bochum der Vereinigten Stahlwerke. In den 1930er-Jahren wirkte Lent beim Ausbau von Hibernia und StEAG mit. Ab 1934 war er Bergwerksdirektor der Hibernia AG in Herne, wo er für die Tagesanlagen und Großkraftwerke zuständig war. 1936 brachte Lent als Erster den Bensonkessel in der industriellen Energieerzeugung zur Durchführung. Er war mehr als vier Jahrzehnte als Ingenieur im Eisenhüttenwesen und im Steinkohlenbergbau tätig.
Heinrich Lent war Mitglied des Vereins Deutscher Ingenieure (VDI). Von 1933 bis 1941 war er Vorsitzender des VDI-Bezirksvereins Bochum. Mit der Gründung des Fachausschusses Reinhaltung der Luft innerhalb der VDI-Fachgruppe Staubtechnik 1955 wurde Heinrich Lent dessen Vorsitzender. Von deren Gründung im Jahr 1957 bis 1962 war er Vorsitzender der Kommission Reinhaltung der Luft. Er war Vorsitzender der Vereinigung der Großkesselbetreiber und Vorstandsmitglied des Technischen Überwachungsvereins Essen.
Heinrich Lent war seit 1918 mit Irmgard Mettin (1892–1983) verheiratet. Das Ehepaar hatte zwei Töchter und zwei Söhne, darunter den Mediziner Volkmar Lent.

## Auszeichnungen
- 1962: Ehrenzeichen des VDI[2][8][12]
- 1964: Bundesverdienstkreuz 1. Klasse[13]
- 1964: Ehrenmünze des VDI[2][12]

## Werke (Auswahl)
- Die Elektrofilter-Versuchsanlage zur Reinigung von Hochofengas auf den rheinischen Stahlwerken in Duisburg-Meiderich. Verlag Stahleisen, Düsseldorf 1923.
- Die Entwicklung der Wärmewirtschaft in der Eisenindustrie : Ein Rückblick. Verlag Stahleisen, Düsseldorf 1927.
- Auswirkungen der neuzeitlichen Gasverwertung auf den Kokerei- und Zechenbetrieb. Verlag Stahleisen, Düsseldorf 1931.
- Das Kraftwerk Scholven als Beispiel für ein Industriekraftwerk. Verlag Stahleisen, Düsseldorf 1938.